# Дорофєєв Денис Вікторович
Дени́с Ві́кторович Дорофє́єв (1980—2024) — молодший сержант Збройних сил України, учасник російсько-української війни, що відзначився у ході російського вторгнення в Україну. Герой України (посмертно).

## Життєпис
Народився 20 квітня 1980. Мешкав у м. Кам'янець-Подільський (Хмельницька область). Після строкової служби працював на різних підприємствах. У 2016 підписав контракт із ЗСУ, брав участь в АТО на сході України.
Під час російського вторгнення в Україну продовжував нести службу у званні молодшого сержанта, був командиром відділення загороджень взводу загороджень інженерно-саперної роти військової частини.
У березні 2022 року протитанкове мінне поле, яке встановила інженерно-саперна група Дениса Дорофєєва вЗапорізькій області, не дало прорватися силам противника. Із липня 2023 року виконував бойові завдання на Донеччині.
24 січня 2024 року під час встановлення протитанкової міни в районі м. Костянтинівка на Донеччині, від ураження FPV-дроном відбулась її детонація. Денис Дорофєєв загинув від несумісних із життям поранень.
Похований у м. Кам'янець-Подільський.

## Нагороди
- Звання «Герой України» з удостоєнням ордена «Золота Зірка» (23 серпня 2024, посмертно) — за особисту мужність і героїзм, виявлені у захисті державного суверенітету та територіальної цілісності України, самовіддане служіння Українському народові[4].
- «Хрест бойових заслуг» (2 листопада 2023) — за особисту мужність, виявлену у захисті державного суверенітету та територіальної цілісності України, самовіддане виконання військового обов'язку[5].
- Відзнака «Золотий хрест»;
- «Козацький хрест» ІІІ ступеня[2].